# 그린 마일 (영화)
《그린 마일》(영어: The Green Mile)은 1999년 개봉한 미국의 서사 판타지 범죄 드라마 영화이다. 스티븐 킹의 동명 소설이 원작이며, 프랭크 대러본트가 각본을 쓰고 연출하였다.
이야기는 플래시백 구조로 전개되며, 대공황 시기인 1935년 미국 남부에서 사형수들을 녹색 복도를 지나 사형 집행장까지 안내하는 “그린 마일” 담당 교도관 폴 에지컴이 목격하는 초자연 사건들을 다룬다. 그는 사형수 존 코피가 무죄임을 확신하면서도 결국 그를 그린 마일로 인도하게 된다. 톰 행크스가 폴 에지컴 역을, 마이클 클라크 덩컨이 존 코피 역을 연기하였으며, 그 외에 데이비드 모스, 보니 헌트, 제임스 크롬웰 등이 출연했다. 나이가 든 폴 에지컴 역을 맡은 댑스 그리어의 마지막 영화 출연작이기도 하다.
제72회 아카데미상에서 작품상, 남우 조연상(마이클 클라크 덩컨), 음향 효과상(로버트 J. 릿, 엘리엇 타이슨, 마이클 허빅, 윌리 D. 버턴), 각색상 등 총 4개 부문에 후보로 올랐다.

## 줄거리
1999년 노인 폴 에지컴은 루이지애나주의 한 요양 시설에 살고 있다. 폴은 옛날 흑백 영화 《톱 햇》(1935)을 보면서 교도관으로 일하던 시절의 삶을 떠올리고 같은 시설에서 지내는 친구 일레인에게 과거를 회상한다. 
1935년 중년의 폴은 동료 교도관들인 브루터스 “브루털” 하월, 딘 스탠턴, 해리 터윌리거, 퍼시 웨트모어와 함께 교도소장 핼 무어스 밑에서 전기 의자로 처형될 예정인 사형수들이 있는 E 구역을 감독한다. E 구역에는 사형 집행장으로 향하는 초록색 복도가 있어 “그린 마일”이라는 별명으로도 불린다. 폴은 사형수들에게 최대한 인도적 처우를 하려고 하나 신입 퍼시는 본인이 주지사 부인의 조카라는 사실만 오만하게 믿고 과잉 행동과 잔혹성을 보인다. 
두 백인 소녀를 강간 살인한 혐의로 유죄 판결을 받은 흑인 존 코피가 도착하자 교도관들은 거구에 압도되지만 그가 다정한 태도를 지녔으며 어둠을 두려워한다는 것을 알게 된다. 알런 비터벅이 전기의자로 처형된 후 교도관들은 은행 강도 중 대량 살인을 저지른 윌리엄 “와일드 빌” 훠턴을 정신 병원에서 이송한다. 윌리엄은 딘에게 교살을 시도하는가 하면 퍼시에게 강간 협박을 해 퍼시가 겁에 질려 오줌을 싸게 만든다.
존은 폴의 고간에 손을 대 그의 요로 감염증을 흡수하고 이를 흩날리는 물질의 형태로 공중에 토해낸다. 존은 또한 다른 수감자 에드와드 “델” 델러크롸가 반려동물처럼 아끼던 쥐를 퍼시가 짓밟자 죽기 직전 이를 생생하게 부활시킨다. 폴은 생명을 고치는 이런 신성한 기적을 행하는 존이 범죄를 저질렀을 리가 없다고 믿게 된다. 사실 존은 체포 당시 다른 이에게 치명상을 입은 소녀들을 이처럼 “되돌리려고” 했으나 소녀들이 이미 사망한 바람에 실패하자 슬픔에 겨워 소녀들의 시체를 안고 있었던 것이다.
퍼시의 행동을 참다 못한 교도관들은 퍼시에게 교도소를 떠나 정신 병원 행정 관리직으로 일할 것을 요구하고, 퍼시는 에드와드의 처형을 본인이 집행하는 것을 조건으로 건다. 이들은 평소 사형 집행시 사형수의 뇌에 전기를 빠르게 전도해 죽음에 이르는 시간을 최대한 단축해 고통을 줄이려는 목적에서 사형수 머리 위에 축축한 스폰지를 올려 놓는다. 그러나 잔혹한 퍼시는 스폰지를 의도적으로 물에 적시지 않고 그 결과 에드와드는 고문과도 같은 시간을 길게 견딘 끝에 불타 죽고, 그 고통은 존에게 전이되어 존은 에드와드의 아픔을 고스란히 함께 겪는다. 분노한 브루터스는 퍼시의 얼굴에 주먹을 날린다.
폴은 불치의 뇌종양을 앓는 핼의 아내 멀린다를 존의 힘으로 치료하자고 제안한다. 교도관들은 정신 병원 전근을 거부 중인 퍼시가 고자질하지 못하도록 에드와드에게 저질렀던 일에 대한 벌을 주는 거라고 둘러대면서 구속복을 입히고 벽면에 패드를 댄 감방에 가둔 뒤 존을 데리고 교도소에서 빠져나와 핼의 집을 방문한다. 존은 병의 영향으로 정신이 불안정하던 멀린다에게서 병을 빨아들이지만 이전과 달리 바로 물질을 내뱉지 않는다.
교도소로 돌아온 교도관들은 퍼시를 풀어주고 존은 다시 감방으로 보내는데, 존이 퍼시를 붙잡고 입을 통해 멀린다의 병을 옮긴다. 정신이 이상해진 퍼시는 근무용 총을 꺼내 윌리엄에게 몇 발을 쏘고, 다른 교도관들이 개입해 퍼시를 제압하지만 이미 너무 늦어 윌리엄은 사망한다. 폴이 설명을 요구하자 존은 폴의 손을 잡고 윌리엄의 기억을 전달한다. 존은 핼의 집으로 가기 직전 윌리엄이 철창 너머로 자신의 팔을 붙잡았을 때 자신이 누명을 쓴 강간 살인 사건의 진범이 바로 윌리엄이라는 것을 알게 되었고, 구제불능의 두 악인을 한꺼번에 해결할 방법을 생각해 낸 것이다. 긴장증에 이른 퍼시는 자신이 전근 예정이었던 바로 그 정신 병원에 입원하게 된다.
폴은 존이 무죄임을 증명할 수도, 처형을 막을 수도 없자 그를 탈옥하게 해주려고 한다. 그러나 존은 이를 거절하면서, 현실 세계는 잔인한 곳으로 사람들이 서로에게 끊임없이 상처를 내며, 자신은 이를 매분, 매초 느끼면서 신체 정신적으로 끔찍한 고통을 겪고 있으며 죽음만이 이를 끝낼 수 있다고 설명한다. 존의 마지막 요청에 따라 교도관들은 존과 함께 《톱 햇》을 본다. 사형 집행날 폴은 존을 처형장으로 데려오고, 존은 어둠이 무서우니 복면을 씌우지 말아 달라고 부탁한다. 폴과 다른 모든 교도관들은 감정이 북받쳐 오르는 가운데 존이 전기의자에 앉아 감전사하는 모습을 지켜본다.
영화는 현재인 1999년으로 돌아온다. 노인 폴은 존의 처형이 그가 평생 목격한 마지막 사형이었으며 직후 직위에서 사임하고 소년원으로 전근했다고 설명한다. 존에게 받았던 치료의 영향으로 폴은 현재 108세이며, 쥐 역시 60세를 넘겼다. 폴은 사랑하던 사람들을 모두 먼저 떠나보내고 홀로 살아가는 장수의 삶이 존의 죽음을 막지 못한 것에 대한 벌인 것 같다고 말한다.
나중에 일레인은 노령으로 평화롭게 죽고, 폴은 그녀의 장례식에 참석한다. 그날 밤 쥐 역시 사망한다. 폴은 언제 자신의 그린 마일이 끝나 죽음에 이를지 궁금해하며 계속 요양 시설에 머무른다.

## 출연진
- 톰 행크스 - 폴 에지컴 역
  - 댑스 그리어 - 나이 든 폴 에지컴 역
- 데이비드 모스 - 브루터스 “브루털” 하월 역
- 보니 헌트 - 잰 에지컴 역
- 마이클 클라크 덩컨 - 존 코피 역
- 제임스 크롬웰 - 핼 무어스 역
- 마이클 지터 - 에드와드 “델” 델러크롸 역
- 그레이엄 그린 - 알런 비터벅 역
- 더그 허치슨 - 퍼시 웨트모어 역
- 샘 록웰 - 윌리엄 “와일드 빌” 훠턴 역
- 배리 페퍼 - 딘 스탠턴 역
- 제프리 더먼 - 해리 터윌리거 역
- 퍼트리샤 클라크슨 - 멀린다 무어스 역
- 해리 딘 스탠턴 - 투트투트 역
- 이브 브렌트 - 일레인 코널리 역
- 빌 매키니 - 잭 밴헤이 역
- 윌리엄 새들러 - 클라우스 데터릭 역
- 폴라 맬컴슨 - 마저리 데터릭 역
- 브렌트 브리스코 - 빌 도지 역
- 게리 시니스 - 버트 해머스미스 역
- 존 폴리토 - D 구역 교도관 역